# Menkivka, Radomîșl
Menkivka (în ucraineană Меньківка) este localitatea de reședință a comunei Menkivka din raionul Radomîșl, regiunea Jîtomîr, Ucraina.

## Demografie
Componența lingvistică a localității Menkivka
     Ucraineană (97,59%)
     Rusă (2,41%)
Conform recensământului din 2001, majoritatea populației localității Menkivka era vorbitoare de ucraineană (97,59%), existând în minoritate și vorbitori de rusă (2,41%).